# Lourdes Iriondo Mujika
Lourdes Iriondo Mujika (Donostia, 27 de març de 1937 - Urnieta, 27 de desembre de 2005) va ser una cantant i escriptora en basc. Membre del grup Ez Dok Amairu des del principi, Iriondo va ser un referent de la cançó d'autor basca del 1965 al 1978.

## Discografia
- "Maria Lourdes Iriondo". 1967, Belter diskoetxea.
- "Maria Lourdes Iriondo". 1967, Belter diskoetxea.
- "Lourdes Iriondo". 1968, Belter diskoetxea.
- "Kanta zaharrak". 1968, Belter diskoetxea.
- "Aur kantak". 1969, Herri Gogoa-Edigsa.
- "Lourdes Iriondo-Xabier Lete". 1969, Herri Gogoa (Donostia).
- "Lourdes Iriondo". 1969, Herri gogoa-Edigsa.
- "Lurdes Iriondo". 1974, Arte y Ciencia (Donostia).
- "Lurdes Iriondo-Xabier Lete". 1976, Edigsa.
- "Lurdes Iriondo. Antologia". 2006, Elkar.

### Literatura per a joves
- "Martin arotza eta Jaun deabrua. Sendagile maltzurra". 1973, Gero.
- "Asto baten malura". 1975, Gero.
- "Buruntza azpian". 1975, Gero.

### Narrativa
- "Hego-haizearen ipuinak". 1973, Gero.
- "Lotara joateko ipuinak". 1983, Erein